# MFSB
MFSB va ser un conjunt de més de 30 músics d'estudis basat en el reeixit Sigma Sound Studios de Philadelphia.

## Discografia
- MFSB (1973)
- Love Is The Message (1973)
- Philadelphia Freedom (1975)
- Universal Love (1975)
- Summertime (1976)
- MFSB & Gamble Huff Orchestra (1978)
- The End of Phase One (1978)
- Mysteries of the World (1980)